# Université internationale des technologies de l'information

L'Université Internationale des Technologies de l'Information (kazakh : Халықаралық ақпараттық технологиялар университеті, russe : Международный университет информационных технологий) est un établissement d'enseignement supérieur situé à Almaty au Kazakhstan.
Elle est créée, en 2009, en collaboration avec l'Université Carnegie-Mellon.

## Filières

### Filières de Bachelor
- Systèmes d'information
- Informatique et génie logiciel
- Informatique
- Informatique de gestion
- Informatique financière
- Journalisme électronique
- Génie de la radiocommunication, de l'électroniques et des télécommunications
- Mathématiques et modélisation informatique

### Filières de Master
- Systèmes d'information
- Informatique et génie logiciel
- Gestion de projet
- Mathématiques et modélisation informatique

### Filières de Carnegie Mellon
- Développeur d'application Web
- Spécialiste Web
- Développeur Java junior
- Développeur d'IHM
- Programmeur C++
- Programmeur système
- Développeur de systèmes de base de données
- Développeur d'application en réseaux
- Développeur senior
- Responsable de projet logiciel